# Црвенотрби мукач
Црвенотрби мукач (лат. Bombina bombina) је жаба која потиче из континенталне Европе.
Ове жабе су благо отровне.  Када пресвлаче кожу, надимају се и производе звук који личи на кашаљ.  Затим устима кидају стару кожу и једу је. 

## Опис
Црвенотрби мукач има светлозелена леђа са црним мрљама, и стомак наранџасте или јарко црвене боје са црним пругама. Кожа је благо неравна, а очи постављене високо што помаже жаби при боравку у води. 